# Garcinia wightii
Garcinia wightii là một loài thực vật có hoa thuộc họ Clusiaceae.
Loài này chỉ có ở Ấn Độ.